# Генрі (округ, Іллінойс)
Шаблон:StateAbbr_ 41°21′ пн. ш. 90°08′ зх. д. / 41.35° пн. ш. 90.14° зх. д.
Округ  Генрі (англ. Henry County) — округ (графство) у штаті  Іллінойс, США. Ідентифікатор округу 17073.

## Історія
Округ утворений 1825 року.

## Демографія
За даними перепису 
2000 року 
загальне населення округу становило 51020 осіб, зокрема міського населення було 28306, а сільського — 22714.
Серед мешканців округу чоловіків було 25001, а жінок — 26019. В окрузі було 20056 домогосподарств, 14309 родин, які мешкали в 21270
05000US17111 будинках.
Середній розмір родини становив 3.
Віковий розподіл населення поданий у таблиці:
| Стать    | До 15 років | 15-21 | 22-29 | 30-39 | 40-49 | 50-65 | 65-85 | Понад 85 |
| -------- | ----------- | ----- | ----- | ----- | ----- | ----- | ----- | -------- |
| Чоловіки | 5422        | 2608  | 2060  | 3319  | 3924  | 4300  | 3043  | 325      |
| Жінки    | 5030        | 2314  | 1998  | 3477  | 3934  | 4293  | 4130  | 843      |

## Суміжні округи
- Вайтсайд — північний схід
- Бюро — схід
- Старк — південний схід
- Нокс — південь
- Мерсер — захід
- Рок-Айленд — північний захід

## Виноски
1. ↑  US Decennial Census. US Census Bureau. Архів оригіналу за 26 квітня 2015. Процитовано 5 липня 2014.
2. ↑  Historical Census Browser. University of Virginia Library. Архів оригіналу за 11 серпня 2012. Процитовано 5 липня 2014.
3. ↑  Population of Counties by Decennial Census: 1900 to 1990. US Census Bureau. Архів оригіналу за 24 квітня 2014. Процитовано 5 липня 2014.
4. ↑  Census 2000 PHC-T-4. Ranking Tables for Counties: 1990 and 2000 (PDF). US Census Bureau. Архів (PDF) оригіналу за 18 грудня 2014. Процитовано 5 липня 2014.
5. ↑  State & County QuickFacts. US Census Bureau. Архів оригіналу за 6 червня 2011. Процитовано 5 липня 2014.(англ.) Наведено за англійською вікіпедією.
6. ↑  American FactFinder. Бюро перепису населення США. Архів оригіналу за 21 травня 2008. Процитовано 31 січня 2008.

| США | Це незавершена стаття з географії США. Ви можете допомогти проєкту, виправивши або дописавши її. |